# Nils Wallerius
Nils Wallerius, född 1 januari 1706 i Stora Mellösa socken, död 16 augusti 1764 i Funbo socken, var en svensk filosof, teolog och fysiker, och en av Christian von Wolffs första och viktigaste företrädare i Sverige.

## Biografi
Nils Wallerius var son till prosten i Stora Mellösa, Erik Nilsson Wallerius, och dennes hustru Elisabeth Tranæa, samt bror till kemisten Johan Gottschalk Wallerius. Efter gymnasiestudier i Strängnäs skrevs Nils Wallerius år 1725 in vid Uppsala universitet där han redan inledningsvis som student blev intagen av Christian von Wolffs filosofi, och gick därmed i förgrunden för de upplysningstankar som skulle genomströmma den kommande epoken. 
Efter att ha blivit filosofie magister 1729 försökte sig Wallerius på att disputera, men hans dragning åt wolffianism omöjliggjorde vid denna period detta. I stället ägnade han sig åt naturvetenskap, och blev 1735 docent i fysik. Inom fysiken gjorde han bland annat flera experiment som gav nya kunskaper kring olika aspekter av vattens avdustning och det hydrologiska kretsloppet, kunskaper som gäller än idag. Han undervisade också enskilt vid universitetet i matematik och filosofi. År 1737 återgick han till filosofiska institutionen, som adjunkt, och fick 1746 professuren i metafysik och logik. Under den perioden skrev han flera avhandlingar, där han dock något självständigt driver Wolffs teorier; han utvecklade samtidigt en teori om att själen och kroppen växelverkade. Sin fallenhet till naturvetenskapen och tendens till upplysningsidéer till trots, motiverade han wolffiansimen som ett verktyg mot ateism och materialism. År 1755 fick han en professur som teologen, biskop Andreas Kalsenius inrättat, i teologiska prenotioner, som syftade till att gynna vederläggningen av fritänkeriet. I egenskap av kalseniansk professor drev Wallerius en sträng censur med tryckförbud och angrep herrnhutismen. 1756–1765 utgav han den polemiska Praenotationes theologicae i sex band. Han invaldes främst på grund av sina utmärkta studier inom fysiken in i Vetenskapsakademien år 1739 som medlem nummer 26.
Wallerius publicerade många olika verk främst på latin inom de olika områden han arbetade med under sin akademiska karriär. Som exempel kan nämnas en 750 sidors handbok för fysikstudier, "Elementa physices" och hans 870 sidor långa studie av själen utifrån Wolffs teorier i "Psychologia Empirica, ea continens quæ de Anima humana Indubia Experientiæ fide cognoscuntur, Methodo Scientifica Pertractata" (1755).
Som akademisk lärare var han så eftersökt, att det berättas, att han stundom måste börja sina lektioner klockan 2 på morgnarna, varefter den ena lärjungeskaran avlöste den andra till aftonen. Vanligen höll han under de år han verkade såsom docent och adjunkt 8 till 10 timmars daglig föreläsning och behandlade derunder ej blott filosofins olika delar, utan ock de flesta discipliner inom matematiken och naturforskningen
Vid hans död lästes i Gjörwells Svenska Mercurius om honom bland annat: "Han var en stor disputator, hade talrika åhörare, förde sina bevis i strängaste måtto, skonade ingen kättare, bestraffade nya meningar, förfäktade vår vedertagna bekännelse af yttersta krafter, och var till alla delar en värdig Kalsenianus. Han såg vördig ut, var djupsinnig, af ett allvarsamt väsende och egde ett sinne, som tog hastigt eld". 
Nils Wallerius var gift två gånger. Första hustrun, Catharina Ubström dotter till en rik rådman i Uppsala, gifte han sig med 1739, och efter att hon avlidit 1751 gifte han 1757 om sig med Anna Margaretha Boy.